# Burtrum
Burtrum és una població dels Estats Units a l'estat de Minnesota. Segons el cens de l'any 2000, tenia 146 habitants.

## Demografia
Segons el cens del 2000, Burtrum tenia 146 habitants, 69 habitatges i 38 famílies. La densitat de població era de 98,9 habitants per km².
Dels 69 habitatges en un 26,1% hi vivien nens de menys de 18 anys, en un 46,4% hi vivien parelles casades; en un 7,2%, dones solteres; i en un 43,5% no eren unitats familiars. En el 36,2% dels habitatges hi vivien persones soles el 8,7% de les quals corresponia a persones de 65 anys o més que vivien soles. El nombre mitjà de persones que vivien en cada habitatge era de 2,12 i el nombre mitjà de persones que vivien en cada família era de 2,77.
Per edats la població es repartia de la següent manera: un 21,2% tenia menys de 18 anys; un 14,4%, entre 18 i 24; un 24%, entre 25 i 44; un 26%, de 45 a 60; i un 14,4%, 65 anys o més.
L'edat mediana era de 40 anys. Per cada 100 dones de 18 o més anys hi havia 113 homes.
La renda mediana per habitatge era de 26.875 $ i la renda mediana per família, de 38.125 $. Els homes tenien una renda mediana de 25.833 $ mentre que les dones, de 20.000 $. La renda per capita de la població era de 13.788 $. Entorn del 4,9% de les famílies i el 12,4% de la població estaven per davall del llindar de pobresa.

## Poblacions més properes
El següent diagrama mostra les poblacions més properes.